# Hydrophylax bahuvistara
Hydrophylax bahuvistara — вид жаб родини жаб'ячих (Ranidae).

## Поширення
Вид є ендеміком Індії. Поширений у штатах Махараштра, Карнатака, Гоа та Мадх'я-Прадеш.

## Опис
Самці завдовжки 3,3-7,3 см, самиці більші — 3,9-8 см.